# 遠幌湖
遠幌湖（ロシア語: Озеро Русское, とおほろこ）は、樺太南部にある湖。

## 地理
- 樺太大泊郡富内村遠幌に位置する海跡湖で、オホーツク海に面する。
- 西に能仁湖、南に富内湖があった。